# Igreja de Corpus Christi (Niasviž)
Igreja de Corpus Christi (em bielorrusso:  Касцёл Божага Цела, Нясвіж) é uma igreja jesuíta localizada em Niasviž, na Bielorrússia, e uma das mais mais antigas estruturas barrocas fora da Itália. Sua construção influenciou toda a arquitetura posterior da região e também da Polônia e da Lituânia. Encomendada por Mikołaj Krzysztof Radziwiłł, o Órfão, e construída entre 1587 e 1593 por Gian Maria Bernardoni, abriga diversos túmulos da poderosa Casa de Radziwiłł, cada um enterrado em um caixão simples, feito de videira e marcado com o brasão de armas. À parte de seus elaborados sepulcros, o seu interior possui afrescos com características do barroco tardio, de 1760, e um altar da "Cruz Sagrada", obra de escultores venezianos, de 1583.
É parte do Complexo Arquitetônico, Residencial e Cultural da Família Radziwiłł em Niasviž, um Patrimônio Mundial da UNESCO.

## Galeria

Imagens da igreja
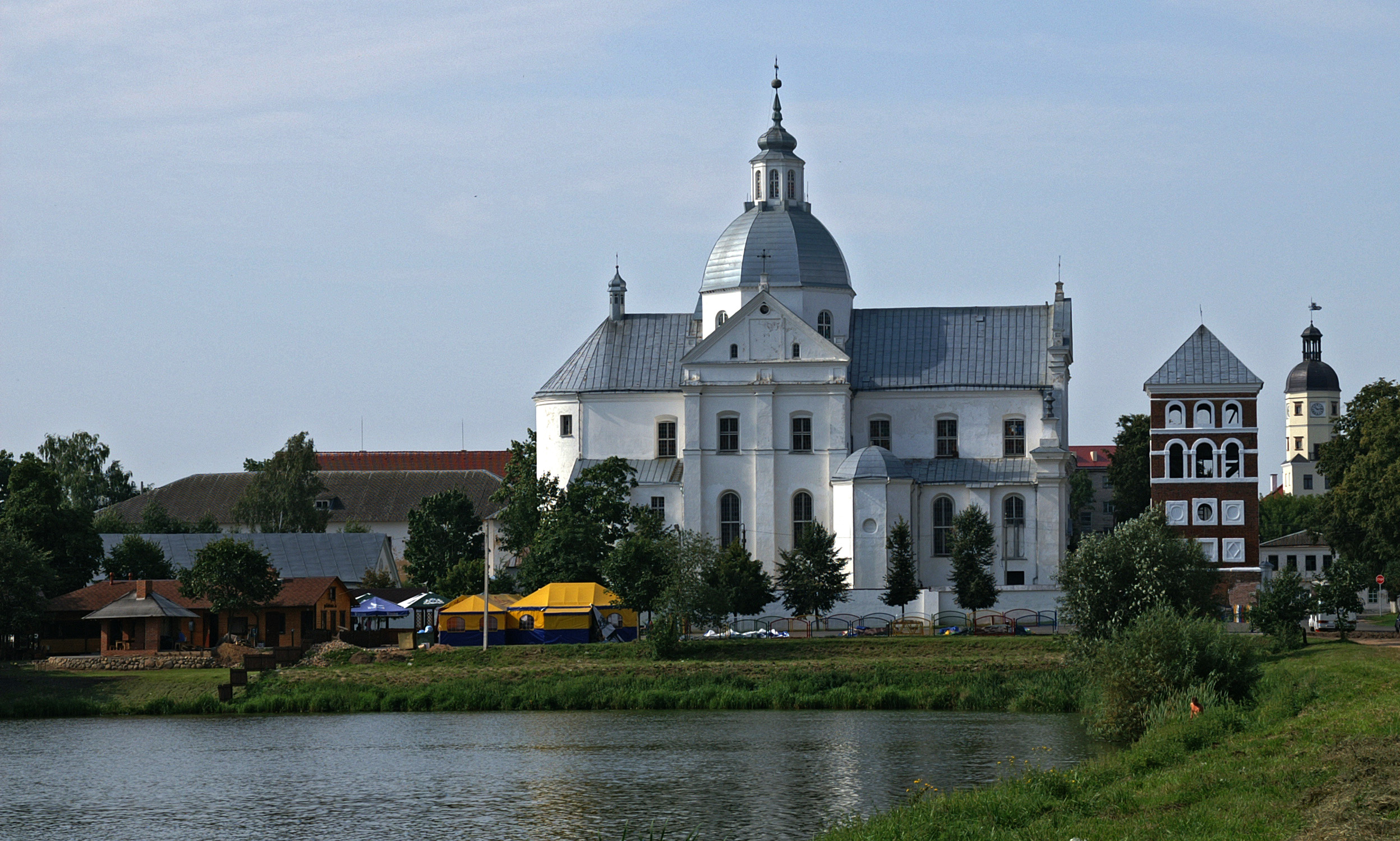
Vista lateral.
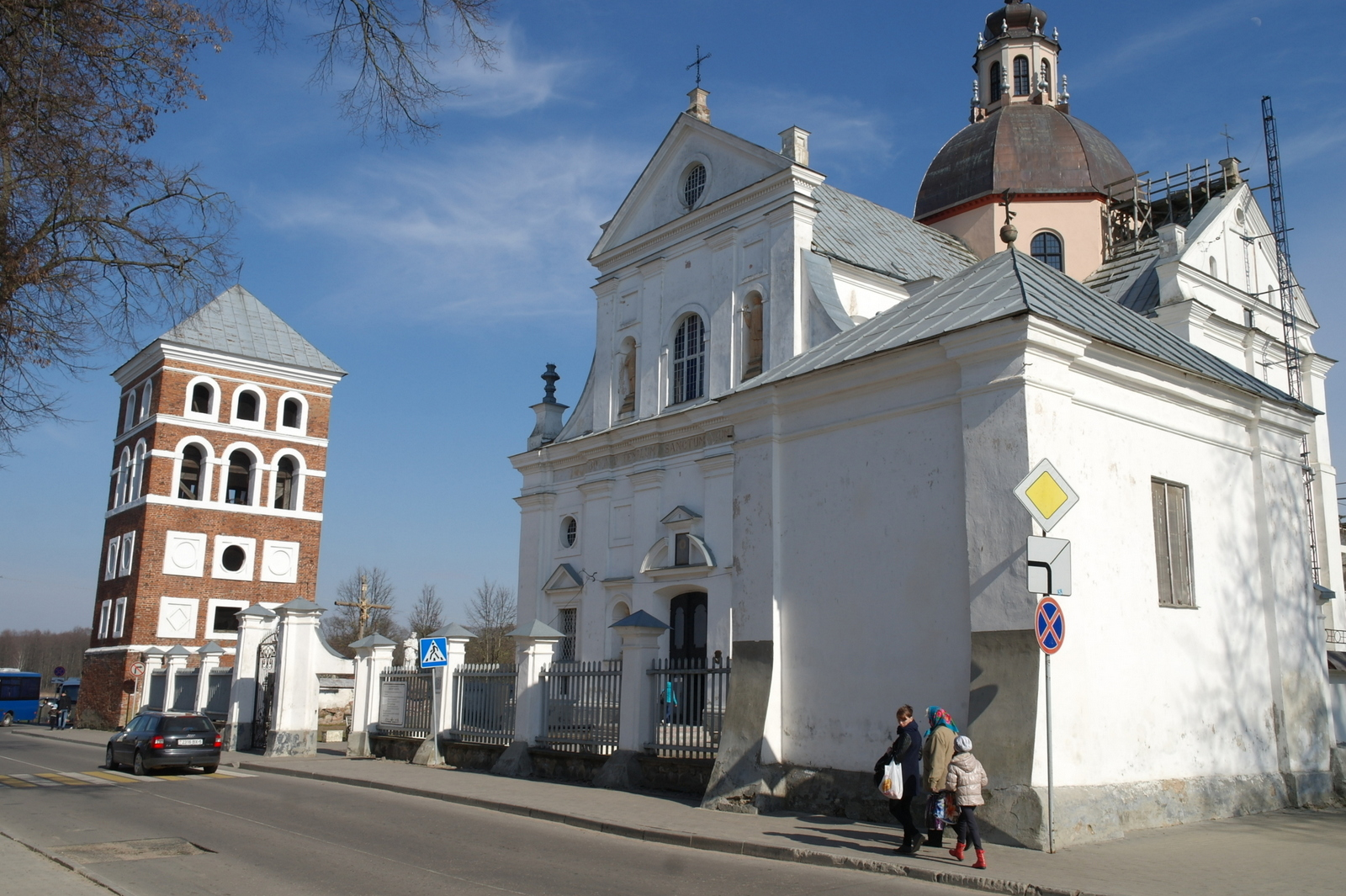
Torre Zamkavaja e a igreja.
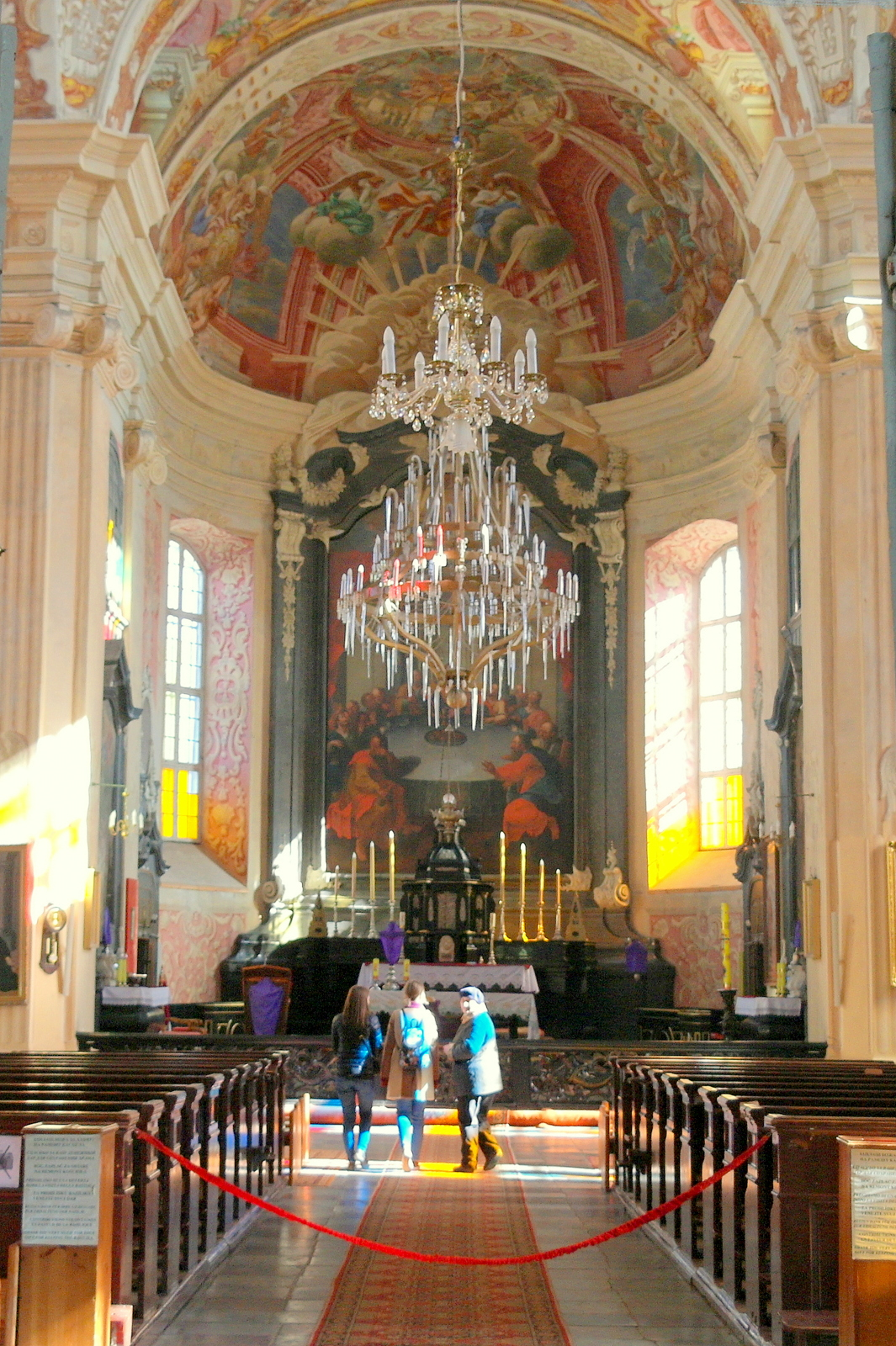
Vista do interior.
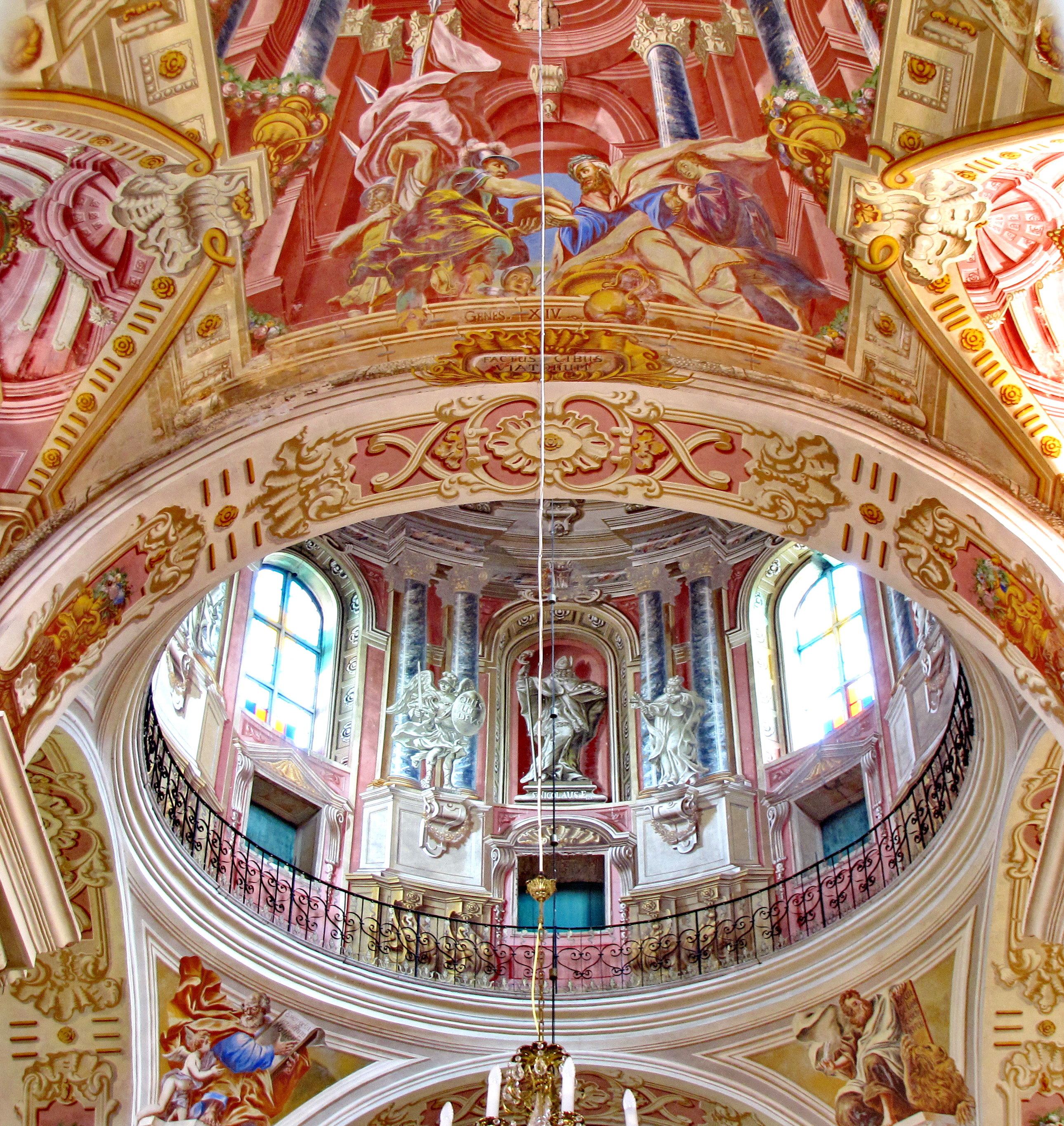
Afrescos barrocos no interior da cúpula.
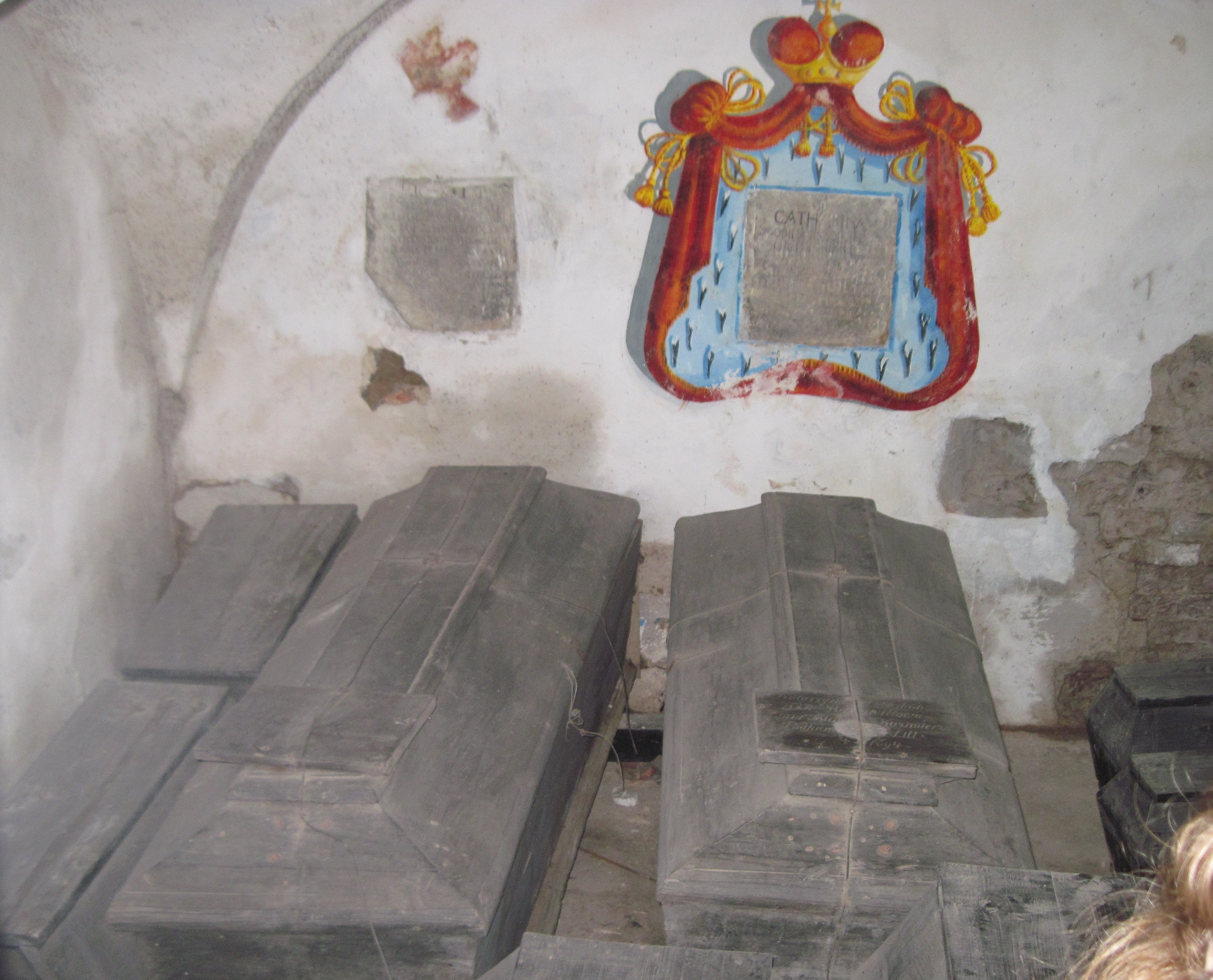
Cripta.